# Premi BAFTA 1950
La cerimonia di premiazione della 3ª edizione dei Premi BAFTA si è tenuta nel 1950.

## Vincitori e candidati
I vincitori sono indicati in grassetto.

### Miglior film internazionale (Best Film from any Source)
- Ladri di biciclette, regia di Vittorio De Sica (Italia)
- Ballata berlinese (Berliner Ballade), regia di Robert Adolf Stemmle (Germania)
- La finestra socchiusa (The Window), regia di Ted Tetzlaff (USA)
- Stasera ho vinto anch'io (The Set-Up), regia di Robert Wise (USA)
- Il terzo uomo (The Third Man), regia di Carol Reed (Gran Bretagna)
- Il tesoro della Sierra Madre (The Treasure of the Sierra Madre), regia di John Huston (USA)
- L'ultima tappa (Ostatni etap), regia di Wanda Jakubowska (Polonia)

### Miglior film britannico (Best British Film)
- Il terzo uomo (The Third Man), regia di Carol Reed
- A Run for Your Money, regia di Charles Frend
- Sangue blu (Kind Hearts and Coronets), regia di Robert Hamer
- Passaporto per Pimlico (Passport to Pimlico), regia di Henry Cornelius
- La donna di picche (The Queen of Spades), regia di Thorold Dickinson
- La stanzetta sul retro (The Small Back Room), regia di Michael Powell ed Emeric Pressburger
- Whisky a volontà (Whisky Galore!), regia di Alexander Mackendrick

### Miglior documentario (Best Documentary Film)
- Daybreak in Udi, regia di Terry Bishop
- Circulation
- The Cornish Engine, regia di Philip Armitage e Bill Mason (Regno Unito)
- Drug Addict (Drug Addict), regia di Robert Anderson (Canada)
- Isole nella laguna, regia di Luciano Emmer (Italia)
- The Liver Fluke in Great Britain
- Report on the Refugee Problem

### Premio UN (UN Award)
- Odissea tragica (The Search), regia di Fred Zinnemann (USA)
- Au carrefour de la vie, regia di Henri Storck (Belgio)
- Daybreak in Udi (Daybreak in Udi), regia di Terry Bishop
- The People Between (The People Between), regia di Grant McLean (Canada)
- The Sardinian Project, regia di J. D. Chambers (Regno Unito)

### Premio speciale (Special Award)
- La Famille Martin, regia di Kay Mander (Regno Unito)
- Accidents Don't Happen, No. 5 (Canada)
- Dots and Loops, regia di Norman McLaren (Canada)
- A Fly in the House
- La leggenda di Sant'Orsola, regia di Luciano Emmer (Italia)
- Tale About a Soldier (Unione Sovietica)